# کاویارایو
کاویارایو (به اسپانیایی: Caullaraju) یک کوه در پرو است که در منطقه انکاش واقع شده‌است. کاویارایو ۵٬۶۸۲ متر بالاتر از سطح دریا واقع شده‌است.